# Michelangelo Boni
Michelangelo Boni (Cagli, 5 gennaio 1804 – Cagli, 15 ottobre 1858) è stato un architetto italiano.

## Biografia
Molto giovane Boni si reca a Roma per applicarsi allo studio dell'architettura alla scuola di Giuseppe Valadier divenendo ben presto uno tra i suoi allievi più capaci. La predilezione del maestro nei suoi confronti sembra testimoniata dal fatto che egli stesso lo propone alla direzione di alcuni lavori. È il caso dei lavori al complesso abbaziale di Fonte Avellana che sono assegnati a Boni su indicazione di Valadier che era stato designato in un primo momento dal Pontefice Gregorio XVI.
Per la città di Cagli progetta numerose opere, e dirige vari lavori di consolidamento e restauro specie su edifici preesistenti quali palazzi e chiese.
Esperto inoltre di archeologia, mitologia, scienze naturali, profondo conoscitore della sua città, Boni possiede anche buone cognizioni di pittura. Nel 1838 scopre due affreschi (occultati da un grande ornato ligneo) che una volta staccati sono posizionati, come ancor oggi si vede, ai lati del primo altare laterale destro: quello di Sant'Antonio da Padova nella chiesa di San Francesco in Cagli. Gli affreschi un tempo assegnati a Guiduccio Palmerucci sono stati infine attribuiti ad Antonio Alberti da Ferrara: il maestro attivo, dopo i Salimbeni, nel prezioso Oratorio di San Giovanni in Urbino. Alla perizia di Michelangelo Boni si deve anche la scoperta di ulteriori affreschi quali: in San Francesco il matrimonio mistico di Santa Caterina d'Alessandria; e nella chiesa di San Domenico la testa di San Sebastiano. Quest'ultimo frammento d'affresco staccato dal Boni nel 1845, ritenuto una sicura opera di Giovanni Santi padre di Raffaello, è oggi conservato nei Depositi Museali di Cagli.
A Sant'Angelo in Vado egli acquista un affresco attribuito a Zuccari raffigurante la scena di Cesare Borgia (detto il Valentino) prostrato davanti al duca Guidobaldo da Montefeltro in atto di chiedere perdono per le offese arrecate, che una volta staccato è trasportato a Cagli. In proposito Maestrini nel 1858 ne attestava la presenza nel Palazzo Berardi-Pescelacci per l'appunto presso la nobile famiglia Pescelacci e lì è stato conservato fino a non molto tempo fa.
Nel 1853, dando prova della sua erudizione, compone la memoria manoscritta "Pitture classiche esistenti nelle Chiese di Cagli", enumerando, in ordine cronologico, i diversi dipinti corredati da brevi cenni biografici dei relativi autori. Tale memoria risulta particolarmente importante poiché gli archivi consultati da Boni sono stati in larga parte dispersi a seguito della soppressione dei conventi e delle confraternite messa in atto con l'Unità d'Italia. 
Oltre ad essere un capace architetto e studioso di arti, le cronache locali non mancano di caratterizzarne la figura quale uomo generoso e caritatevole nei confronti dei più poveri con particolare riguardo alla beneficenza elargita ai malati durante l'imperversare del colera in città.
Al suo impegno in particolare si deve la lungimirante e precoce costituzione della Scuola comunale di disegno che ha formato una straordinaria classe di artisti e artigiani valenti nella lavorazione e intaglio della pietra, del legno e del ferro. Scuola dalla quale è infine derivato l'Istituto Statale d'Arte Gaetano Lapis.
Con testamento, consegnato agli atti del notaio Luigi Priori Grassi il 31 dicembre 1846 ed aperto il 16 ottobre 1858, viene istituito il Lascito Boni mediante il conferimento di tutti i suoi beni a sostegno dell'educazione di orfani e figli di artigiani cagliesi affinché potessero apprendere le arti liberali e meccaniche a Roma.
Alla sua morte, avvenuta nell'ottobre del 1858, il corpo è tumulato nella chiesa di San Francesco in Cagli (di cui aveva seguito i complessi lavori di restauro) e nella quale gli artigiani che aveva fatto crescere in numerosi cantieri e attraverso varie opere da lui progettate e dirette, gli hanno celebrato particolari esequie.
Nel Salone degli Stemmi del Palazzo Pubblico di Cagli è posta una lapide marmorea con incisa la scritta:

## Storia della famiglia Boni di Urbino
Discendeva Michelangelo Boni, da parte della madre Paola, dall'antichissima famiglia Bricchi originaria del XIII secolo, che nel suo ramo vantava già esponenti illustri tra cui Fabio (vissuto nel XIII sec.) appartenente ai cavalieri detti Pii, il canonico Francesco (XVII sec.), teologo e storico di Cagli, autore di operette ascetiche e storiche oltre che degli annali della città, e Michelangelo che governò varie città del centro Italia, tra cui Fossombrone, Gubbio, Pesaro e Faenza, e fu uditore della Rota civile a Faenza e Genova. 
La paterna famiglia Boni, di più recente nobiltà, tra i suoi esponenti annoverava Giovanni, nominato gentiluomo nel 1725 dal Presidente dello Stato d'Urbino, che esercitò importanti incarichi presso le legazioni di illustri città e rese grandi servigi alla patria, Michelangelo, dottore in legge a cui la città di Cagli conferì con suffragio unanime, il primo grado di patriziato unitamente alla sua discendenza in perpetuo. Infine il padre del nostro Michelangelo, Nicola, aveva anch'egli lasciato buona fama di sé sia come avvocato che come cittadino.

## Opere architettoniche

### Opere architettoniche a Cagli
- Realizzazione della rete fognaria dal mattatoio al Fiume Bosso;
- Chiesa di San Francesco - nuova travatura, pilastri, pavimento mense di altari, nicchia dell'altare di S.Antonio, e alcune scale;
- Convento di San Domenico - consolidamento del loggiato del Chiostro;
- Chiesa e Monastero di San Pietro delle Monache Benedettine - mensa dell'altare Maggiore, ciborio, nuovo collegio femminile, nuova ala;
- Palazzo Pierfranceschi - completa ricostruzione dell'interno;
- Palazzo Boni - ridistribuzione degli interni e abbellimento della facciata;
- Palazzo Bricchi - restauro e ampliamento;
- Palazzo Berardi, Mochi-Zamperoli - restauri interni ed esterni;
- Costruzione della Locanda di Smirra;
- Molino di Santa Croce - restauro ed ingrandimento;
- Casa Traversi, Casa Benincasa - ricostruzione;
- Portali e balaustrata della Basilica Cattedrale;
- Palazzo Mavarelli - disegno del cornicione;